# Mistrzostwa Świata w Netballu 1963
Mistrzostwa Świata w Netballu 1963 - I. edycja MŚ w netballu, która odbyła się w Anglii w mieście Eastbourne. Udział w niej wzięło 11 drużyn. Mistrzem Świata została Australia.

## Medaliści
| Miejsce | Drużyna           |
| ------- | ----------------- |
|         | Australia         |
|         | Nowa Zelandia     |
|         | Anglia            |
| 4       | Trynidad i Tobago |
| 5       | Jamajka           |
| 6       | Południowa Afryka |
| 7       | Indie Zachodnie   |
| 8       | Szkocja           |
| 9       | Cejlon            |
| 10      | Walia             |
| 11      | Irlandia Północna |